# Holterbergbrug
De Holterbergbrug (brug 1977) is een bouwkundig kunstwerk in Amsterdam-Zuidoost.
Dit gebied behoorde origineel toe aan de gemeente Ouder-Amstel. Het gebied werd doorsneden door de Holterbergweg en de Burgemeester Stramanweg (vernoemd naar een burgemeester van Ouder-Amstel). Deze wegen lagen lange tijd in landelijk gebied, maar gemeente Amsterdam breidde ook naar die kant steeds verder uit. De kruising tussen de wegen lag dan ook lange tijd in landelijk gebied met allerlei kronkels. Wanneer Amsterdam het gebied nodig heeft in verband met de bouw van de Amsterdam ArenA moet de infrastructuur danig aangepast worden. Rond 1996 worden de wegen recht getrokken en wordt de kruising van gelijkvloers ongelijkvloers gemaakt, waarbij de Burgemeester Stramanweg op een dijklichaam wordt gelegd. In die weg is een nieuw viaduct nodig om de Holterbergweg te overspannen. Ze overspant de 2x2 rijstroken van de Holterbergweg, de middenberm; een berm tussen rijweg en voet- en fietspad en ook de paden alsmede enige loze ruimte.
Het bouwwerk ging anoniem door het leven tot ze op 8 december 2017 haar naam kreeg; een vernoeming naar de onderliggende weg, die vernoemd is naar de Holterberg.

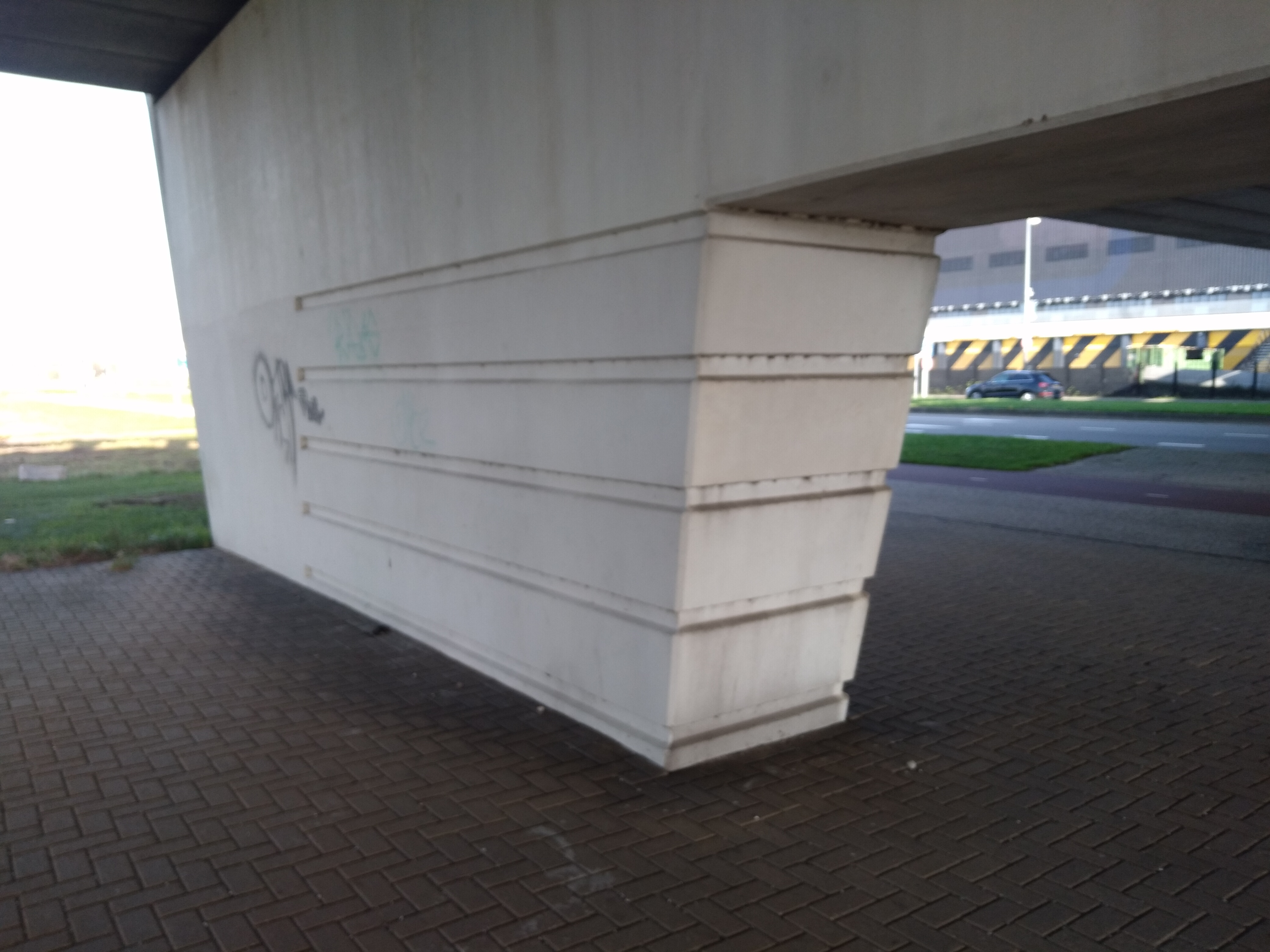
Reliëf in brugpijlers (november 2020)

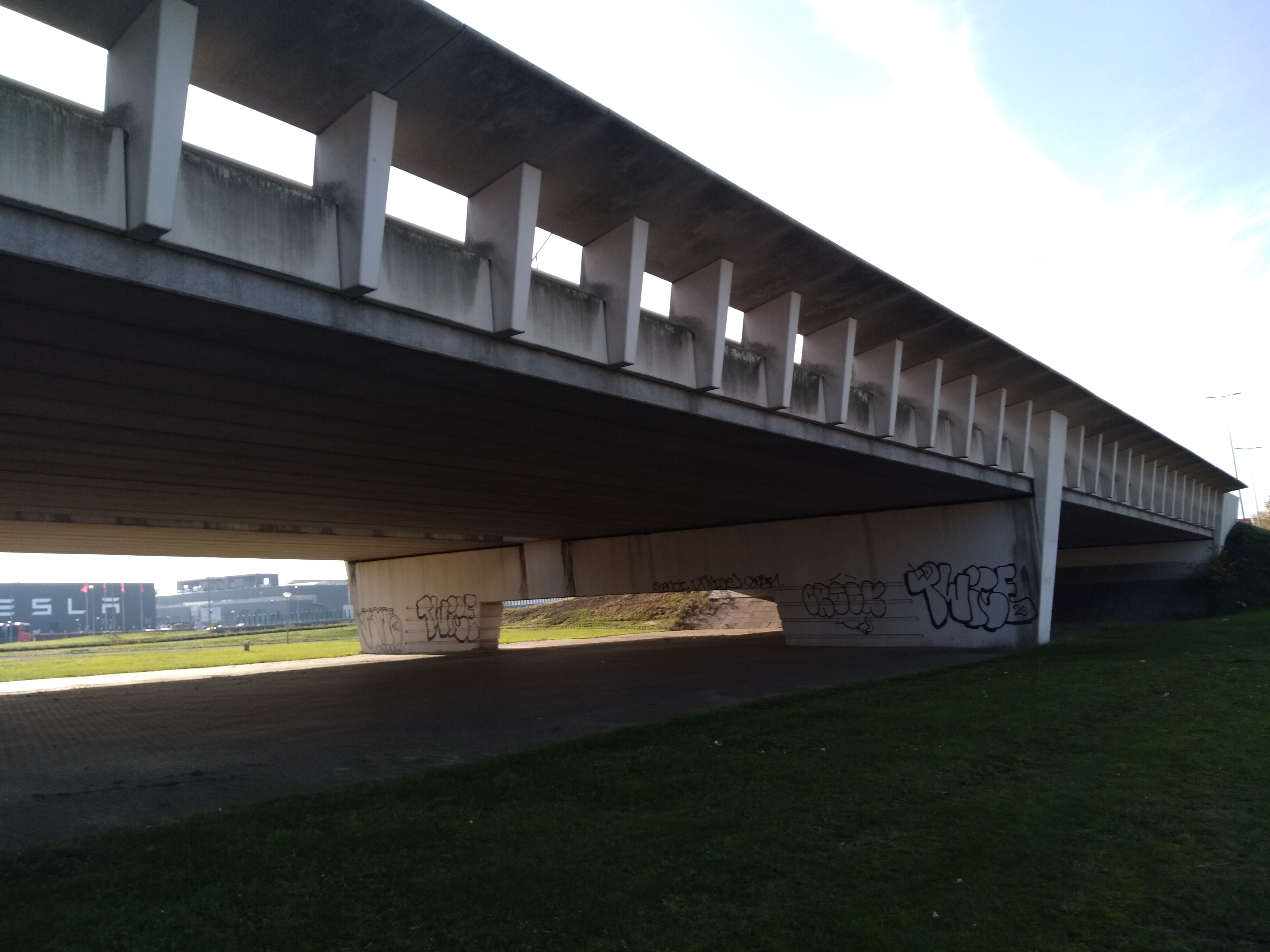
Holterbergbrug over lucht (november 2020)

<<< · 1900 · 1901 · 1902 · 1904 · 1906 · 1907 · 1908 · 1909 · 1910 · 1911 · 1913 · 1914 · 1915 · 1916 · 1917 · 1919 · 1920 · 1922 · 1923 · 1925 · 1927 · 1929 · 1930 · 1931 · 1932 · 1933 · 1935 · 1936 · 1937 · 1938 · 1939 · 1940 · 1941 · 1942 · 1944 · 1945 · 1946 · 1947 · 1948 · 1949 · 1950 · 1951 · 1952 · 1953 · 1954 · 1955 · 1956 · 1957 · 1958 · 1959 · 1960 · 1961 · 1962 · 1963 · 1964 · 1965 · 1966 · 1967 · 1968 · 1969 · 1970 · 1971 · 1972 · 1973 · 1974 · 1975 · 1976 · 1977 · 1978 · 1979 · 1980 · 1981 · 1982 · 1983 · 1984 · 1985 · 1986 · 1987 · 1988 · 1989 · 1990 · 1991 · 1992 · 1993 · 1994 · 1995 · 1996 · 1997 · 1998 · 1999 · >>>
Brugnummers 1903, 1905, 1912, 1918, 1921, 1924, 1926, 1928, 1934, 1943 zijn niet (meer) in gebruik (januari 2021)